# 寄進
寄進（日语：／ Kishin */?）在日本是指自願將土地或財物捐贈予神社或佛寺，通常是為了祈求國家安寧、領內安全、一門或個人的發展以及調伏仇敵等等。與受人請求而捐獻的勸進相反，與奉納類同，不過奉納的對象是神明或佛，而非神社或佛寺，而且奉納可以涵蓋作為神事的相撲等的日本傳統藝能。另一方面，寄進土地也促使寄進地系莊園的形成。